# Hertha von Walther
Hertha von Walther, nata Hertha Stern und Walther von Monbary (Hildesheim, 12 giugno 1903 – Monaco di Baviera, 12 aprile 1987), è stata un'attrice tedesca.
Ha preso parte a ottanta film tra il 1921 e il 1983, tra cui Crisi, La via senza gioia di Georg Wilhelm Pabst e M di Fritz Lang.

## Biografia
Hertha Stern era figlia di Clara Gabain e del generale prussiano Arthur Stern und Walther von Monbary (1853-1917). Il padre, nato in Polonia a Gwiazdo, era figlio adottivo di Rudolf Walther von Monbary, sua madre era di origini francesi.
A 17 anni, Hertha entrò a Wolfenbüttel, cercando lavoro alla Hochschule für Musik und Theater Felix Mendelssohn Bartholdy di Lipsia. Poco tempo dopo, essendosi trasferita a Berlino, venne prima scritturata al Theater am Zoo, poi dal Renaissance-Theater.
Nel 1935, si sposò con il regista Paul May ma il matrimonio si risolse subito con un divorzio. Nel 1936, tornò al cinema, ma senza riuscire ad ottenere dei ruoli di peso. Scoppiata la seconda guerra mondiale, intrattenne le truppe con spettacoli organizzati al fronte, recitando in Francia, Paesi Bassi e Russia. Sfuggì alla Gestapo che la voleva usare come agente, scappando nel giugno 1943 dalla Germania.
Arrivata in Portogallo, si trasferì poi in Brasile nel 1948 dove visse insieme al secondo marito, il geologo russo Alexander Scherbina, in una remota regione mineraria. A Rio, riprese a recitare a teatro. Nel 1960, ritornò da sola in Germania, prendendo parte ad alcuni spettacoli teatrali e recitando in piccoli ruoli cinematografici.
Dagli anni sessanta ai primi anni ottanta, lavorò per la televisione. Morì a Monaco di Baviera il 12 aprile 1987.

## Filmografia
La filmografia è completa.

### Cinema
- Julot, der Apache, regia di Joseph Delmont e Hertha von Walther (1921)
- Am Rande der Großstadt, regia di Hanns Kobe (1922)
- Herzog Ferrantes Ende, regia di Paul Wegener (1922)
- Das fränkische Lied, regia di Hubert Moest e Friedrich Weissenberg (1923)
- Der Berg des Schicksals, regia di Arnold Fanck (1924)
- La via senza gioia (Die freudlose Gasse), regia di Georg Wilhelm Pabst (1925)
- Frauen, die man oft nicht grüßt, regia di Frederic Zelnik (1925)
- Wege zu Kraft und Schönheit - Ein Film über moderne Körperkultur, regia di Nicholas Kaufmann e Wilhelm Prager (1925)
- Die vom anderen Ufer, regia di Arthur Bergen (1926)
- I misteri di un'anima (Geheimnisse einer Seele), regia di Georg Wilhelm Pabst (1926)
- Faust – Eine deutsche Volkssage, regia di Friedrich Wilhelm Murnau (1926)
- Das Geheimnis von St. Pauli, regia di Rolf Randolf (1926)
- Bara en danserska, regia di Olof Molander (1926)
- Der Herr des Todes, regia di Hans Steinhoff (1926)
- Die Flucht in die Nacht, regia di Amleto Palermi (1926)
- Das war in Heidelberg in blauer Sommernacht, regia di Emmerich Hanus (1927)
- Die Weber, regia di Frederic Zelnik (1927)
- Jugendrausch, regia di Georg Asagaroff e Władysław Starewicz (1927)
- Svengali, regia di Gennaro Righelli (1927)
- Der Geisterzug, regia di Géza von Bolváry (1927)
- Il giglio nelle tenebre (Die Liebe der Jeanne Ney), regia di Georg Wilhelm Pabst (1927)
- Dr. Bessels Verwandlung, regia di Richard Oswald (1927)
- Doña Juana, regia di Paul Czinner (1928)
- Ledige Mütter, regia di Fred Sauer (1928)
- Jahrmarkt des Lebens, regia di Béla Balogh (1928)
- Es zogen drei Burschen, regia di Carl Wilhelm (1928)
- L'inafferrabile (Spione) (1928)
- Charlott etwas verrückt, regia di Adolf E. Licho (1928)
- Mann gegen Mann, regia di Harry Piel (1928)
- Crisi (Abwege), regia di Georg Wilhelm Pabst (1928)
- Haus Nummer 17, regia di Géza von Bolváry (1928)
- Das Gesetz der schwarzen Berge, regia di Romano Mengon (1928)[2]
- Das Geständnis der Drei, regia di James Bauer (1929)
- Cantastorie di Venezia, regia di Retti Marsani (1929)
- Möblierte Zimmer, regia di Fred Sauer (1929)
- Die Ehe, regia di Eberhard Frowein (1929)
- La voce del sangue (Vererbte Triebe o Vererbte Triebe: Der Kampf ums neue Geschlecht), regia di Gustav Ucicky (1929)
- Osudné noci, regia di Josef Medeotti-Bohác (1929)
- Die Schleiertänzerin, regia di Charles Burguet (1929)
- Das Donkosakenlied, regia di Georg Asagaroff (1930)
- Stud. chem. Helene Willfüer, regia di Fred Sauer (1930)
- Il tigre (Der Tiger), regia di Johannes Meyer (1930)
- Es kommt alle Tage vor..., regia di Hans Natge e Adolf Trotz (1930)
- Der Schuß im Tonfilmatelier, regia di Alfred Zeisler (1930)
- Der Greifer, regia di Richard Eichberg (1930)
- Der Weg nach Rio, regia di Manfred Noa(1931)
- Mary, regia di Alfred Hitchcock (1931)
- M, regia di Fritz Lang (1931)
- Die Koffer des Herrn O.F., regia di Alexis Granowsky (1931)
- Teilnehmer antwortet nicht, regia di Rudolph Cartier e Marc Sorkin (1932)
- Tannenberg, regia di Heinz Paul (1932)
- Das erste Recht des Kindes, regia di Fritz Wendhausen (1932)
- Der indische Diamant, regia di Rolf Randolf (1933)
- Kampf um Blond, regia di Jaap Speyer (1933)
- Alle machen mit, regia di Franz Wenzler (1933)
- Das Blumenmädchen vom Grand-Hotel, regia di Carl Boese (1934)
- Così finì un amore (So endete eine Liebe), regia di Karl Hartl (1934)
- Il castello di Fiandra (Das Schloß in Flandern), regia di Géza von Bolváry (1936)
- Der Tiger von Eschnapur, regia di Richard Eichberg (1938)
- Sergente Berry, regia di Herbert Selpin (1938)
- Die Nacht der Entscheidung, regia di Nunzio Malasomma (1938)
- Turbine di passione (Ich verweigere die Aussage), regia di Otto Linnekogel (1939)
- Der Sündenbock, regia di Hans Deppe (1940)
- Was wird hier gespielt?, regia di Theo Lingen (1940)
- Unser kleiner Junge, regia di Boleslaw Barlog (1941)
- Stimme des Herzens, regia di Johannes Meyer (1942)
- Wildvogel, regia Johannes Meyer (1943)
- Küsse, die töten, regia di Peter Jacob (1958)
- Jonathan, regia di Hans W. Geissendörfer (1970)
- Omicidio al 17 piano (Engel, die ihre Flügel verbrennen), regia di Zbyněk Brynych (1970)
- Rapporto sul comportamento sessuale delle studentesse (Schulmädchen-Report: Was Eltern nicht für möglich halten), regia di Ernst Hofbauer (1970)
- Femminilità (Une femme fatale), regia di Jacques Doniol-Valcroze (1974)
- Jet-set per Rosemaries Tochter (Rosemaries Tochter), regia di Rolf Thiele (1976)
- L'uovo del serpente (The Serpent's Egg), regia di Ingmar Bergman (1977)
- Niente vergini in collegio (Leidenschaftliche Blümchen), regia di André Farwagi (1978)

### Televisione
- Die Legende vom heiligen Trinker (film tv) (1963)
- Die Fotokopie (episodio tv di Das Kriminalmuseum) (1963)
- Einkauf nach Mitternacht (episodio tv di Kommissar Freytag) (1965)
- Wilder Reiter GmbH, film 1965
- Die Reisetasche (episodio tv di Das Kriminalmuseum) (1965)
- Das Kuckucksei (episodio tv di Fußballtrainer Wulff) (1972)
- Tote brauchen keine Wohnung (episodio tv di Fußballtrainer Wulff) (1977)
- Tartort, Serie Tv, episodio Schüsse in der Schonzeit (1977)
- Eine Dummheit macht auch der Gescheiteste (film tv), regia di Eberhard Itzenplitz (1978)
- Meine Seele ist eine leidenschaftliche Tänzerin - Bettina von Arnim (film tv) (1980)
- Satan ist auf Gottes Seite (film tv) (1983)